# アリニ・リベイロ
アリニ・リベイロ(Aline Ribeiro、1995年10月2日 - ）は、ブラジルの女子ラグビー選手。

## プロフィール
- ブラジル、サンパウロ出身[1]。
- ポジションはフルバック(FB)。
- 身長 162cm、体重 58kg

## 略歴
2021年、東京五輪の7人制女子ブラジル代表に選ばれた。